# アレクシー・オガンド
アレクシー・オガンド・アコスタ（Alexi Ogando Acosta, 1983年10月5日 - ）は、ドミニカ共和国サン・ペドロ・デ・マコリス州サンペドロ・デ・マコリス出身のプロ野球選手（投手）。右投右打。現在はFA。

## 経歴

### プロ入りとアスレチックス傘下時代
2002年にオークランド・アスレチックスと契約。当時は外野手で、2003年はルーキー級のアリゾナリーグでOPS.910を記録している。
2004年、ドミニカ共和国の女性をアメリカ合衆国で不法就労させるための集団偽装結婚に関わっていたことが発覚し、5年間のビザ発行停止処分を受けたため、米国への入国が出来なくなってしまった。この騒動にはマキシモ・ネルソンなど約30名のドミニカ人選手が関与しており、それぞれ3000ドルの報酬が与えられていた。オガンドは、「家族の生活を楽にするために、お金が必要だった」と語っている。

### レンジャーズ時代

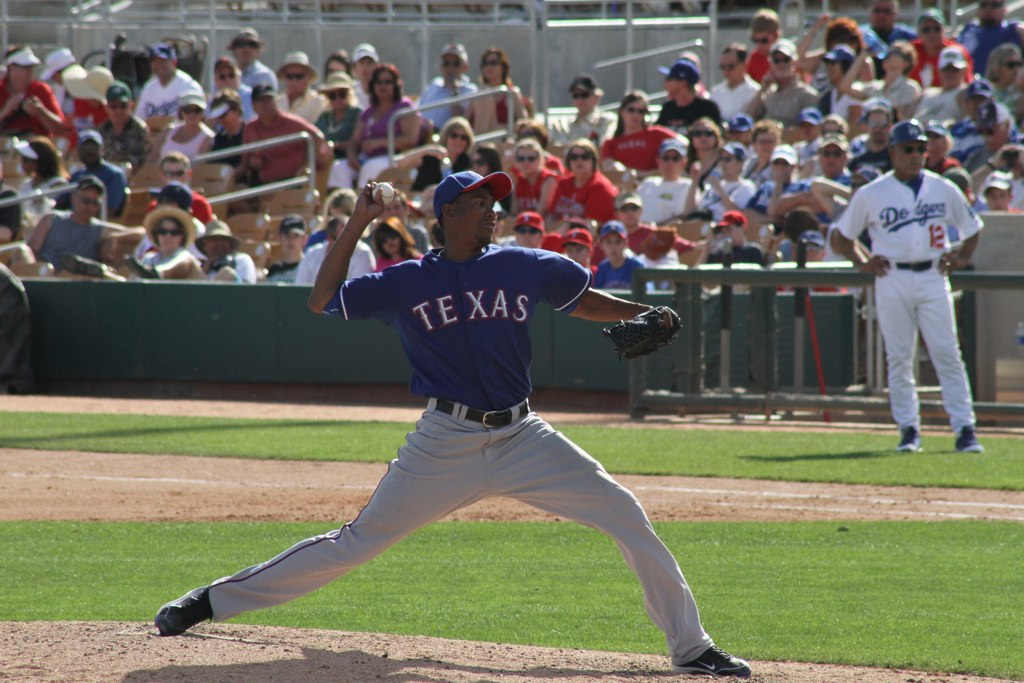
テキサス・レンジャーズ時代
（2011年3月15日）

2005年からの5年間は、ドミニカン・サマーリーグとウィンターリーグでプレー。2005年12月にルール・ファイブ・ドラフトでテキサス・レンジャーズに移籍した。
2006年から投手へ転向すると、球速はすぐに97mph（約156km/h）に達した。レンジャーズは当局に対し、何度もオガンドの処分解除を求めたが、認められなかった。
2010年2月にビザ発行が認められ、6年ぶりに米国でのキャリアを再開させた。この年はAA級フリスコ・ラフライダーズからスタートしたが、マイナーでの登板は18試合、30イニングのみで、6月15日のフロリダ・マーリンズ戦で早くもメジャーデビューを果たした。最終的に、レギュラーシーズンは44試合に登板して防御率1.30、プレーオフでは5試合で防御率1.50という好成績を残し、ルーキーながらブルペンの柱となった。
2011年はネフタリ・フェリスへ繋ぐセットアッパーを務めることになっていたが、トミー・ハンターが怪我で出遅れることになり、先発に転向することが決まった。当初はハンターが復帰するまでの一時的な配置変更という予定だったが、開幕から絶好調で7連勝をマークすると、そのまま先発に定着した。前半戦最終戦に先発して出場できなくなったCC・サバシアの代役という形ではあったが、オールスターにも初選出された。後半戦は防御率4.45とやや失速したが、13勝を挙げる活躍でレンジャーズの地区連覇に貢献した。プレーオフでは、先発を4人以内で回すことが可能なため、オガンドはブルペンへ回ることになった。
2014年1月17日にレンジャーズと262万5000ドルの1年契約に合意した。オフにFAとなった。

### レッドソックス時代
2015年1月30日、ボストン・レッドソックスと1年契約を結んだ。この年は、全てリリーフで自己最多の64試合に投げた。前年に6.00を超えていた防御率は3.99まで低下したが、65.1イニングで本塁打を12本も打たれるなど、一発病が見えた。11月6日に40人枠から外れる形でAAA級ポータケット・レッドソックスに降格し、同日FAとなった。

### ブレーブス時代
2016年1月7日にアトランタ・ブレーブスとマイナー契約を結び、同年のスプリングトレーニングに招待選手として参加することになった。4月2日にブレーブスとメジャー契約を結んだ。6月27日にDFA、7月1日に自由契約となった。

### ダイヤモンドバックス傘下時代
2016年7月11日にアリゾナ・ダイヤモンドバックスとマイナー契約を結んだ。傘下のAAA級リノ・エーシズで6試合に登板したが、防御率13.50と結果を残せず、8月2日に自由契約となった。

### ハンファ・イーグルス時代
2017年1月10日に韓国プロ野球のハンファ・イーグルスと契約したが同年限りで退団した。

### インディアンス時代
2017年12月21日にクリーブランド・インディアンスとマイナー契約を結び、2018年のスプリングトレーニングに招待選手として参加することになった。
2018年の開幕は傘下のAAA級コロンバス・クリッパーズで迎え、5月4日にメジャー契約を結んでアクティブ・ロースター入りした。5月20日にメルキー・カブレラをアクティブ・ロースターに登録させるのに伴ってDFAとなり、25日にマイナー契約でAAA級コロンバスへ配属された。

## 投球スタイル
剛速球が持ち味で、2011年にはフォーシームの球速が平均95.0mph（約152.9km/h）を記録した。これは、ジャスティン・バーランダーと並んでMLBの先発投手では最速タイだった。リリーフ時は、平均97マイルを計測する。
チーム事情などによって先発とリリーフの両方をこなしている。
速球とスライダーで、全投球の約85％前後を占める。左打者相手に三振があまり奪えないのが課題で、キャリア通算では、対右打者の奪三振率が8.97なのに対し、対左打者は5.37となっている。

## 詳細情報

### 年度別投手成績
| 年 度    | 球 団    | 登 板 | 先 発 | 完 投 | 完 封 | 無 四 球 | 勝 利 | 敗 戦 | セ 丨 ブ | ホ 丨 ル ド | 勝 率 | 打 者 | 投 球 回 | 被 安 打 | 被 本 塁 打 | 与 四 球 | 敬 遠 | 与 死 球 | 奪 三 振 | 暴 投 | ボ 丨 ク | 失 点 | 自 責 点 | 防 御 率 | W H I P |
| -------- | -------- | ----- | ----- | ----- | ----- | -------- | ----- | ----- | -------- | ----------- | ----- | ----- | -------- | -------- | ----------- | -------- | ----- | -------- | -------- | ----- | -------- | ----- | -------- | -------- | ------- |
| 2010     | TEX      | 44    | 0     | 0     | 0     | 0        | 4     | 1     | 0        | 7           | .800  | 171   | 41.2     | 31       | 2           | 16       | 2     | 1        | 39       | 3     | 0        | 6     | 6        | 1.30     | 1.13    |
| 2011     | TEX      | 31    | 29    | 1     | 1     | 0        | 13    | 8     | 0        | 0           | .619  | 693   | 169.0    | 149      | 16          | 43       | 0     | 7        | 126      | 5     | 0        | 73    | 66       | 3.51     | 1.14    |
| 2012     | TEX      | 58    | 1     | 0     | 0     | 0        | 2     | 0     | 3        | 12          | 1.000 | 263   | 66.0     | 49       | 9           | 17       | 1     | 2        | 66       | 5     | 0        | 26    | 24       | 3.27     | 1.00    |
| 2013     | TEX      | 23    | 18    | 0     | 0     | 0        | 7     | 4     | 0        | 0           | .636  | 428   | 104.1    | 87       | 11          | 41       | 1     | 5        | 72       | 6     | 1        | 38    | 36       | 3.11     | 1.23    |
| 2014     | TEX      | 27    | 0     | 0     | 0     | 0        | 2     | 3     | 1        | 7           | .400  | 122   | 25.0     | 33       | 1           | 15       | 1     | 1        | 22       | 4     | 0        | 19    | 19       | 6.84     | 1.92    |
| 2015     | BOS      | 64    | 0     | 0     | 0     | 0        | 3     | 1     | 0        | 12          | .750  | 277   | 65.1     | 59       | 12          | 28       | 2     | 3        | 53       | 1     | 2        | 29    | 29       | 3.99     | 1.33    |
| 2016     | ATL      | 36    | 0     | 0     | 0     | 0        | 2     | 1     | 0        | 3           | .667  | 148   | 32.0     | 32       | 2           | 23       | 5     | 1        | 29       | 3     | 0        | 18    | 14       | 3.94     | 1.72    |
| 2017     | ハンファ | 19    | 19    | 0     | 0     | 0        | 10    | 5     | 0        | 0           | .667  | 475   | 110.0    | 115      | 8           | 30       | 0     | 0        | 74       | 6     | 1        | 53    | 48       | 3.93     | 1.32    |
| 2018     | CLE      | 1     | 0     | 0     | 0     | 0        | 0     | 1     | 0        | 0           | .000  | 8     | 1.0      | 2        | 0           | 3        | 0     | 0        | 1        | 0     | 0        | 2     | 2        | 18.00    | 5.00    |
| MLB：8年 | MLB：8年 | 284   | 48    | 1     | 1     | 0        | 33    | 19    | 4        | 41          | .635  | 2110  | 504.1    | 442      | 53          | 186      | 12    | 20       | 408      | 27    | 3        | 211   | 196      | 3.50     | 1.25    |
| KBO：1年 | KBO：1年 | 19    | 19    | 0     | 0     | 0        | 10    | 5     | 0        | 0           | .667  | 475   | 110.0    | 115      | 8           | 30       | 0     | 0        | 74       | 6     | 1        | 53    | 48       | 3.93     | 1.32    |

- 2018年度シーズン終了時

### 年度別守備成績
| 年 度 | 球 団    | 投手（P） | 投手（P） | 投手（P） | 投手（P） | 投手（P） | 投手（P） |
| 年 度 | 球 団    | 試 合     | 刺 殺     | 補 殺     | 失 策     | 併 殺     | 守 備 率  |
| ----- | -------- | --------- | --------- | --------- | --------- | --------- | --------- |
| 2010  | TEX      | 44        | 3         | 3         | 1         | 0         | .857      |
| 2011  | TEX      | 31        | 8         | 12        | 0         | 0         | 1.000     |
| 2012  | TEX      | 58        | 3         | 7         | 0         | 0         | 1.000     |
| 2013  | TEX      | 23        | 9         | 12        | 0         | 1         | 1.000     |
| 2014  | TEX      | 27        | 0         | 1         | 0         | 0         | 1.000     |
| 2015  | BOS      | 64        | 8         | 6         | 2         | 0         | .875      |
| 2016  | ATL      | 36        | 1         | 3         | 0         | 0         | 1.000     |
| 2017  | ハンファ | 19        | 6         | 16        | 0         | 2         | 1.000     |
| 2018  | CLE      | 1         | 0         | 0         | 0         | 0         | ----      |
| MLB   | MLB      | 284       | 32        | 44        | 3         | 1         | .962      |

- 2018年度シーズン終了時

### 記録
- MLBオールスターゲーム選出：1回（2011年）

### 背番号
- 64（2010年）
- 41（2011年 - 2015年）
- 40（2016年、2018年）
- 48（2017年）